# دورخنیامبوگین اوتگوندالای
دورخنیامبوگین اوتگوندالای (انگلیسی: Dorjnyambuugiin Otgondalai؛ زادهٔ ۲۸ ژانویهٔ ۱۹۸۸) بوکسور اهل مغولستان است.